# 布洛凯市镇

布洛凯市镇於斯洛維尼亞的位置

布洛凯市镇是斯洛文尼亞南部的一个市镇，行政中心为諾瓦瓦斯。市镇面積75.1平方公里，2002年人口1,578。